# Epiplema planilinea
Epiplema planilinea är en fjärilsart som beskrevs av Swinhoe 1901. Epiplema planilinea ingår i släktet Epiplema och familjen Uraniidae. Inga underarter finns listade i Catalogue of Life.